# Raymond Kipkoech Chemwelo

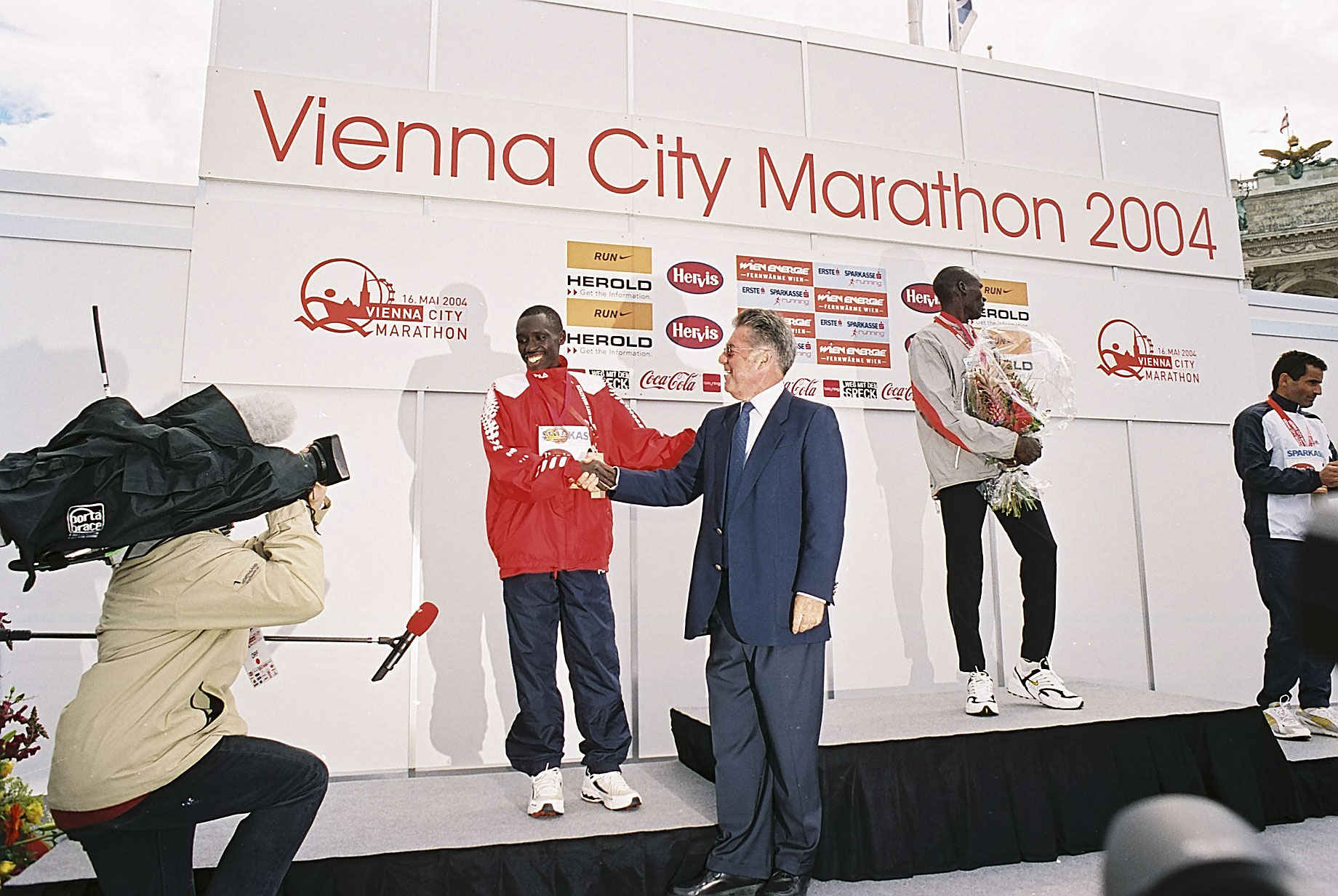
Raymond Kipkoech Chemwelo, Zweitplatzierter des Vienna City Marathon 2004

Raymond Kipkoech Chemwelo (* 19. April 1978) ist ein kenianischer Marathonläufer, der in Deutschland vor allem durch seinen Sieg beim Berlin-Marathon 2002 in 2:06:47 Stunden bekannt wurde.
Zuvor in diesem Jahr hatte er schon den Enschede-Marathon gewonnen. 2004 wurde er dann Zweiter beim Paris-Marathon und beim Vienna City Marathon und Erster beim Venedig-Marathon. 2005 siegte er beim Xiamen-Marathon.